# WBSC世界ランキング
WBSC世界ランキング（英語: WBSC World Ranking）とは、世界野球ソフトボール連盟（WBSC）により発表される野球、ソフトボールおよびベースボール5のナショナルチームのランキングシステム。

## 概要
WBSC世界ランキングは、数値上で各国のナショナルチームの強さを表したものである。WBSCプレミア12やワールド・ベースボール・クラシック（WBC）など、WBSCまたは各大陸・各国の連盟等が主催する、原則として過去4年間に開催された国際大会の成績に基づいて算出される。このランキングは、サッカーにおけるFIFAランキング等とは異なり、トップチームのみではなく世代別代表（U-23、U-18、U-15、U-12）の成績も反映されるため、多数のメジャーリーガーを輩出する強豪国であるドミニカ共和国やプエルトリコのように、アンダー世代の選手の多くがMLBの傘下でプレーしておりナショナルチームの国際大会には参加しない国・地域の順位が相対的に低くなる傾向がある。
野球・ソフトボールともに男女それぞれのランキングが発表されているが、女子のランキングは過去3大会のWBSC女子野球ワールドカップが獲得ポイントの対象となるなど、男子とは異なる点がある。またベースボール5は男女混合の競技であることから、男女別ではなく単一のランキングとなっている。ランキングに掲載されているのは、野球が男子81か国、女子28か国。ソフトボールが女子66か国、男子41か国。ベースボール5が64か国（2025年7月現在）。
男子野球では、WBSC世界ランキングに従ってWBSCプレミア12の出場権が与えられる。2024年の第3回大会までは前年末時点でのランキング上位12位までの国・地域が自動的に本大会の出場権を得ていたが、2027年に開催予定の第4回大会では、前々年末時点でのランキング上位12位までの国・地域が自動的に本大会の出場権を得るとともに、13から18位の6か国・地域およびワイルドカードの2か国・地域が4つの本大会出場枠をかけた予選に出場する形式に変更される。
2024年にはコナミデジタルエンタテインメントが命名権を取得し、WBSC/KONAMI 世界ランキング（英語: WBSC/KONAMI World Rankings）が公式呼称になっていた。

## 歴史
2009年に国際野球連盟（IBAF）によって制定された野球のIBAFランキングを前身とし、世界野球ソフトボール連盟（WBSC）の発足に伴い、2014年7月1日よりWBSCランキングへと移行した。
2016年12月31日には、ソフトボール男女それぞれのランキングが初めて公表された。
2023年1月12日には、ベースボール5のランキングが初めて公表された。

### 男子野球
2009年にIBAFランキングが制定されて以降、長らくキューバが首位を守っていたが、2013年12月発表のランキングで陥落。代わってアメリカ合衆国が首位に立つも、2014年11月発表のランキングで日本（侍ジャパン）が初の1位を獲得した。
WBSC世界ランキングへの移行後は年2回ほどのペースで最新のランキングが公表されてきた。2016年12月発表のランキングでは日本が1位を守ったが、2018年9月発表のランキングで4年ぶりに陥落。2017年の第4回WBCやU-18W杯で優勝したアメリカが首位に浮上した。しかし、2018年のU-23W杯での準優勝などにより同年12月発表のランキングで日本が再び首位に返り咲くと、以降は2019年の第2回プレミア12、2021年の東京オリンピック、2023年の第5回WBC等の主要大会を続けて制覇した日本が首位を守り続けている。
| 回 | 発表日         | 国数 | 1位            | 1位    | 2位                  | 2位    | 3位                  | 3位    | 4位                  | 4位    | 5位                  | 5位    |
| -- | -------------- | ---- | -------------- | ------ | -------------------- | ------ | -------------------- | ------ | -------------------- | ------ | -------------------- | ------ |
| 1  | 2012年12月31日 | 73   | キューバ       | 766.02 | アメリカ合衆国       | 733.25 | 日本                 | 664.42 | 韓国                 | 518.2  | チャイニーズタイペイ | 499.79 |
| 2  | 2014年12月31日 | 73   | 日本           | 785.18 | アメリカ合衆国       | 766.02 | キューバ             | 662.98 | チャイニーズタイペイ | 605.48 | オランダ             | 433.5  |
| 3  | 2016年12月31日 | 70   | 日本           | 5699   | アメリカ合衆国       | 4928   | 韓国                 | 4849   | チャイニーズタイペイ | 4261   | キューバ             | 3857   |
| 4  | 2018年9月25日  | 74   | アメリカ合衆国 | 5515   | 日本                 | 5245   | 韓国                 | 4849   | キューバ             | 4395   | チャイニーズタイペイ | 3165   |
| 5  | 2018年12月17日 | 76   | 日本           | 5796   | アメリカ合衆国       | 5565   | 韓国                 | 4987   | チャイニーズタイペイ | 3569   | キューバ             | 3516   |
| 6  | 2019年12月31日 | 85   | 日本           | 6127   | アメリカ合衆国       | 4676   | 韓国                 | 4622   | チャイニーズタイペイ | 4352   | メキシコ             | 3375   |
| 7  | 2020年3月18日  | 86   | 日本           | 6167   | アメリカ合衆国       | 4676   | 韓国                 | 4648   | チャイニーズタイペイ | 4385   | メキシコ             | 3375   |
| 8  | 2021年6月28日  | 84   | 日本           | 4141   | チャイニーズタイペイ | 3590   | 韓国                 | 3452   | アメリカ合衆国       | 3114   | メキシコ             | 2483   |
| 9  | 2021年8月11日  | 85   | 日本           | 4290   | 韓国                 | 3423   | チャイニーズタイペイ | 3315   | アメリカ合衆国       | 3077   | メキシコ             | 2270   |
| 10 | 2021年12月31日 | 85   | 日本           | 3752   | チャイニーズタイペイ | 3321   | 韓国                 | 3137   | メキシコ             | 2722   | アメリカ合衆国       | 2445   |
| 11 | 2022年12月31日 | 81   | 日本           | 4179   | チャイニーズタイペイ | 3819   | アメリカ合衆国       | 3449   | 韓国                 | 3428   | メキシコ             | 2723   |
| 12 | 2023年3月28日  | 84   | 日本           | 5323   | アメリカ合衆国       | 4402   | メキシコ             | 4130   | チャイニーズタイペイ | 4061   | 韓国                 | 4049   |
| 13 | 2023年8月15日  | 80   | 日本           | 5274   | アメリカ合衆国       | 4654   | メキシコ             | 4226   | 韓国                 | 4025   | チャイニーズタイペイ | 3991   |
| 14 | 2023年10月5日  | 79   | 日本           | 5677   | アメリカ合衆国       | 4492   | メキシコ             | 4390   | 韓国                 | 4260   | チャイニーズタイペイ | 4094   |
| 15 | 2023年11月2日  | 80   | 日本           | 5572   | メキシコ             | 4709   | アメリカ合衆国       | 4492   | 韓国                 | 4186   | チャイニーズタイペイ | 3974   |
| 16 | 2023年12月18日 | 80   | 日本           | 5797   | メキシコ             | 4764   | アメリカ合衆国       | 4492   | 韓国                 | 4353   | チャイニーズタイペイ | 4170   |
| 17 | 2023年12月31日 | 80   | 日本           | 5797   | メキシコ             | 4764   | アメリカ合衆国       | 4492   | 韓国                 | 4353   | チャイニーズタイペイ | 4170   |
| 18 | 2024年9月3日   | 80   | 日本           | 4899   | メキシコ             | 4063   | チャイニーズタイペイ | 3706   | アメリカ合衆国       | 3587   | ベネズエラ           | 3489   |
| 19 | 2024年9月18日  | 80   | 日本           | 5756   | メキシコ             | 4118   | チャイニーズタイペイ | 4118   | ベネズエラ           | 3941   | アメリカ合衆国       | 3687   |
| 20 | 2024年11月27日 | 84   | 日本           | 6866   | チャイニーズタイペイ | 5498   | ベネズエラ           | 4846   | メキシコ             | 4729   | アメリカ合衆国       | 4691   |
| 21 | 2024年12月31日 | 84   | 日本           | 6911   | チャイニーズタイペイ | 5558   | ベネズエラ           | 4877   | メキシコ             | 4769   | アメリカ合衆国       | 4751   |

| 年   | 大会数 | 親善試合数 | 1位            | 1位  | 2位                  | 2位  | 3位            | 3位  | 4位            | 4位  | 5位            | 5位  |
| ---- | ------ | ---------- | -------------- | ---- | -------------------- | ---- | -------------- | ---- | -------------- | ---- | -------------- | ---- |
| 2015 | 13     | 25         | アメリカ合衆国 | 2486 | 韓国                 | 2244 | 日本           | 1859 | キューバ       | 1640 | カナダ         | 1605 |
| 2016 | 12     | 4          | 日本           | 1146 | パナマ               | 796  | 韓国           | 736  | オーストラリア | 624  | メキシコ       | 612  |
| 2017 | 19     | 4          | アメリカ合衆国 | 2127 | 日本                 | 1644 | 韓国           | 1204 | オランダ       | 1133 | オーストラリア | 1015 |
| 2018 | 20     | 22         | 日本           | 1187 | チャイニーズタイペイ | 1049 | 韓国           | 829  | メキシコ       | 780  | ドミニカ共和国 | 693  |
| 2019 | 15     | 7          | 日本           | 2190 | チャイニーズタイペイ | 1917 | 韓国           | 1879 | アメリカ合衆国 | 1597 | メキシコ       | 1304 |
| 2020 | 2      | 4          | ニカラグア     | 120  | キューバ             | 110  | ベネズエラ     | 100  | コロンビア     | 91   | パナマ         | 81   |
| 2021 | 14     | 7          | ベネズエラ     | 783  | オランダ             | 751  | メキシコ       | 638  | コロンビア     | 608  | ドミニカ共和国 | 592  |
| 2022 | 19     | 8          | 日本           | 1614 | チャイニーズタイペイ | 1547 | アメリカ合衆国 | 1544 | メキシコ       | 1331 | 韓国           | 1120 |
| 2023 | 21     | 37         | 日本           | 2428 | メキシコ             | 1791 | アメリカ合衆国 | 1735 | 韓国           | 1702 | ベネズエラ     | 1485 |
| 2024 | 19     | 24         | 日本           | 2494 | チャイニーズタイペイ | 2195 | ベネズエラ     | 1613 | プエルトリコ   | 1336 | 韓国           | 1288 |

※大会と親善試合の区分はWBSCでのポイント加算方法に基づく。

## 加盟国・地域別ランキング

### 野球
男女の上位20位について記述する。
| 順位 | 変動     | チーム               | ポイント | 加盟組織     |
| ---- | -------- | -------------------- | -------- | ------------ |
| 01   | 増減なし | 日本                 | 6843     | アジア       |
| 02   | 増減なし | チャイニーズタイペイ | 5147     | アジア       |
| 03   | 2        | アメリカ合衆国       | 4591     | 南北アメリカ |
| 04   | 2        | 韓国                 | 4283     | アジア       |
| 05   | 1        | メキシコ             | 3926     | 南北アメリカ |
| 06   | 3        | ベネズエラ           | 3885     | 南北アメリカ |
| 07   | 2        | プエルトリコ         | 3081     | 南北アメリカ |
| 08   | 1        | オランダ             | 3040     | ヨーロッパ   |
| 09   | 1        | パナマ               | 2801     | 南北アメリカ |
| 10   | 1        | ドミニカ共和国       | 2511     | 南北アメリカ |
| 11   | 1        | オーストラリア       | 2446     | オセアニア   |
| 12   | 2        | キューバ             | 2308     | 南北アメリカ |
| 13   | 増減なし | コロンビア           | 1927     | 南北アメリカ |
| 14   | 増減なし | イタリア             | 1620     | ヨーロッパ   |
| 15   | 増減なし | チェコ               | 1458     | ヨーロッパ   |
| 16   | 増減なし | ニカラグア           | 1410     | 南北アメリカ |
| 17   | 1        | イギリス             | 1047     | ヨーロッパ   |
| 18   | 2        | 中国                 | 0937     | アジア       |
| 19   | 2        | ドイツ               | 0897     | ヨーロッパ   |
| 20   | 2        | カナダ               | 0835     | 南北アメリカ |

- 変動は2024年12月31日時点との差

| 順位 | 変動     | チーム               | ポイント | 加盟組織     |
| ---- | -------- | -------------------- | -------- | ------------ |
| 01   | 増減なし | 日本                 | 1405     | アジア       |
| 02   | 増減なし | アメリカ合衆国       | 0918     | 南北アメリカ |
| 03   | 増減なし | カナダ               | 0755     | 南北アメリカ |
| 04   | 増減なし | ベネズエラ           | 0745     | 南北アメリカ |
| 05   | 増減なし | チャイニーズタイペイ | 0744     | アジア       |
| 06   | 増減なし | メキシコ             | 0741     | 南北アメリカ |
| 07   | 増減なし | プエルトリコ         | 0490     | 南北アメリカ |
| 08   | 増減なし | 香港                 | 0377     | アジア       |
| 09   | 増減なし | キューバ             | 0350     | 南北アメリカ |
| 10   | 増減なし | 韓国                 | 0313     | アジア       |
| 11   | 4        | インド               | 0269     | アジア       |
| 11   | 5        | インドネシア         | 0269     | アジア       |
| 13   | 2        | オーストラリア       | 0264     | オセアニア   |
| 14   | 3        | パキスタン           | 094      | アジア       |
| 15   | 3        | フランス             | 0180     | ヨーロッパ   |
| 16   | 3        | フィリピン           | 0172     | アジア       |
| 17   | 2        | タイ                 | 0166     | アジア       |
| 18   | 4        | 中国                 | 0151     | アジア       |
| 19   | 2        | スリランカ           | 0125     | アジア       |
| 20   | 1        | マレーシア           | 0104     | アジア       |

- 変動は2024年12月31日時点との差

### ソフトボール
男女の上位20位について記述する。
| 順位 | 変動     | チーム               | ポイント | 加盟組織     |
| ---- | -------- | -------------------- | -------- | ------------ |
| 01   | 1        | 日本                 | 3537     | アジア       |
| 02   | 1        | アメリカ合衆国       | 3106     | 南北アメリカ |
| 03   | 増減なし | プエルトリコ         | 2688     | 南北アメリカ |
| 04   | 2        | カナダ               | 2644     | 南北アメリカ |
| 05   | 1        | チャイニーズタイペイ | 1862     | アジア       |
| 06   | 1        | オランダ             | 1777     | ヨーロッパ   |
| 07   | 2        | メキシコ             | 1649     | 南北アメリカ |
| 08   | 2        | オーストラリア       | 1532     | オセアニア   |
| 09   | 2        | イタリア             | 1481     | ヨーロッパ   |
| 10   | 2        | 中国                 | 1463     | アジア       |
| 11   | 3        | チェコ               | 1179     | ヨーロッパ   |
| 12   | 1        | イギリス             | 1049     | ヨーロッパ   |
| 13   | 4        | キューバ             | 0906     | 南北アメリカ |
| 14   | 6        | ベネズエラ           | 0833     | 南北アメリカ |
| 15   | 2        | スペイン             | 0789     | ヨーロッパ   |
| 16   | 3        | フィリピン           | 0712     | アジア       |
| 17   | 10       | ブラジル             | 0546     | 南北アメリカ |
| 18   | 2        | ペルー               | 0488     | 南北アメリカ |
| 19   | 12       | コロンビア           | 0466     | 南北アメリカ |
| 20   | 5        | ドイツ               | 0436     | ヨーロッパ   |

- 変動は2024年12月31日時点との差

| 順位 | 変動     | チーム               | ポイント | 加盟組織     |
| ---- | -------- | -------------------- | -------- | ------------ |
| 01   | 2        | 日本                 | 2514     | アジア       |
| 02   | 3        | ベネズエラ           | 2319     | 南北アメリカ |
| 03   | 2        | アルゼンチン         | 2040     | 南北アメリカ |
| 04   | 2        | オーストラリア       | 1825     | オセアニア   |
| 05   | 3        | ニュージーランド     | 1726     | オセアニア   |
| 06   | 2        | カナダ               | 1723     | 南北アメリカ |
| 07   | 1        | アメリカ合衆国       | 1531     | 南北アメリカ |
| 08   | 1        | メキシコ             | 1384     | 南北アメリカ |
| 09   | 2        | チェコ               | 1246     | ヨーロッパ   |
| 10   | 1        | ドミニカ共和国       | 1052     | 南北アメリカ |
| 11   | 2        | シンガポール         | 0978     | アジア       |
| 12   | 増減なし | グアテマラ           | 0826     | 南北アメリカ |
| 13   | 1        | コロンビア           | 0728     | 南北アメリカ |
| 14   | 4        | 南アフリカ           | 0389     | アフリカ     |
| 15   | 5        | 香港                 | 0371     | アジア       |
| 16   | 1        | イスラエル           | 0356     | ヨーロッパ   |
| 17   | 5        | チャイニーズタイペイ | 0289     | アジア       |
| 18   | 3        | デンマーク           | 0279     | ヨーロッパ   |
| 19   | 3        | フィリピン           | 0254     | アジア       |
| 20   | 1        | オランダ             | 0239     | ヨーロッパ   |

- 変動は2024年12月31日時点との差

### ベースボール5
上位20位について記述する。
| 順位 | 変動     | チーム               | ポイント | 加盟組織     |
| ---- | -------- | -------------------- | -------- | ------------ |
| 01   | 増減なし | キューバ             | 4827     | 南北アメリカ |
| 02   | 2        | 日本                 | 3951     | アジア       |
| 03   | 増減なし | フランス             | 3777     | ヨーロッパ   |
| 04   | 2        | チャイニーズタイペイ | 3303     | アジア       |
| 05   | 増減なし | チュニジア           | 3165     | アフリカ     |
| 06   | 増減なし | メキシコ             | 2605     | 南北アメリカ |
| 07   | 2        | ベネズエラ           | 2532     | 南北アメリカ |
| 08   | 1        | リトアニア           | 2502     | ヨーロッパ   |
| 09   | 2        | 韓国                 | 1846     | アジア       |
| 10   | 増減なし | 中国                 | 1716     | アジア       |
| 11   | 4        | ケニア               | 1470     | アフリカ     |
| 12   | 4        | 南アフリカ           | 1465     | アフリカ     |
| 13   | 7        | スペイン             | 1164     | ヨーロッパ   |
| 14   | 2        | トルコ               | 1142     | ヨーロッパ   |
| 15   | 2        | マレーシア           | 1076     | アジア       |
| 16   | 3        | ガーナ               | 1055     | アフリカ     |
| 17   | 1        | オランダ             | 1029     | ヨーロッパ   |
| 18   | 10       | タイ                 | 0991     | アジア       |
| 19   | 増減なし | ベルギー             | 0956     | ヨーロッパ   |
| 20   | 2        | ルーマニア           | 0898     | ヨーロッパ   |

- 変動は2024年12月31日時点との差

## 算出方法
WBSCが発表している世界ランキングは、過去4年間に出場したWBSC公認の国際大会の成績から算出される。各国の獲得したポイントを加算してゆき、トータルポイントの多少により格付けされる。国際大会で獲得できるポイントは順位ごとに設定されているが、「大会の格」と「大会出場チームのランキング」によって変動する。また、2013年にIBAFは世界ランキングシステムの拡大と、各国野球連盟が男女ランキングのために獲得できる追加のポイント制度の導入を発表した。
2024年12月時点での男子野球のランキングポイント計算方法は以下の通り。

### ポイントの概要
ポイントの対象となるのは、ランキング発表日を基準に直近4年間の大会・試合成績である。「大会の格」により最大ポイントと最小ポイントが設定され、各順位における獲得ポイントが計算される（計算例後述）。チームクオリティボーナスは、参加チーム数と参加チームの前年12月31日時点でのランキングを基に最大ポイントを決定する方法である。またトップ12ボーナスは、前年12月31日時点でのランキング上位12位内のチームの参加数に応じて最大ポイントが加算されるものである。
各大会について、4年間に複数回開催された場合においてもポイントの対象は最新の大会のみである。また、大会が4年以内に開催予定だったものが延期された場合、前回大会から4年以上経過して開催される場合でも次の開催まで前回大会のポイントが残る。また、次回大会が4年以内に予定されていない大会のポイントは、4年で失効する。

### 大会別獲得ポイント

#### 最高ランク世界大会
| 大会                               | ポイント | ポイント | ポイント     |
| 大会                               | 最大     | 最小     | 優勝ボーナス |
| ---------------------------------- | -------- | -------- | ------------ |
| WBSCプレミア12                     | 1200     | 120      | 180          |
| ワールド・ベースボール・クラシック | 1000     | 100      | 150          |

#### 世代別ワールドカップ
| 大会                    | ポイント | ポイント | ポイント     |
| 大会                    | 最大     | 最小     | 優勝ボーナス |
| ----------------------- | -------- | -------- | ------------ |
| WBSC U-23ワールドカップ | 600      | 60       | 90           |
| WBSC U-18ワールドカップ | 500      | 50       | 75           |
| WBSC U-15ワールドカップ | 400      | 40       | 60           |
| WBSC U-12ワールドカップ | 300      | 30       | 45           |

#### 主要総合競技大会・成人大陸選手権
- 主要総合競技大会：世界的または大陸的に重要な旗艦総合競技大会。オリンピック、パンアメリカン競技大会、アジア競技大会など。
- 成人大陸選手権：WBSC傘下の大陸連盟が主催する、大陸タイトルを授与する成人大会。アジア野球選手権大会、ヨーロッパ野球選手権大会など。

| 基本最大ポイント | 最小ポイント          |
| ---------------- | --------------------- |
| 200 - 500        | 合計最大ポイントの10% |

チームクオリティボーナスポイントは、以下の通り。
| 参加チーム     | 加算ポイント    |
| -------------- | --------------- |
| 12位以上       | 1チームごとに50 |
| 24位以上       | 1チームごとに25 |
| 36位以上       | 1チームごとに10 |
| その他のチーム | 1チームごとに5  |

トップ12ボーナスポイントは、以下の通り。
| 12位以内チーム数 | 加算ポイント |
| ---------------- | ------------ |
| 2 - 3            | 50           |
| 4以上            | 100          |

また全体の参加チーム数が少ない場合に全体の獲得ポイントは減り、4チームの場合は表示の80%、3チームの場合60%となる。

#### マイナー総合競技大会・公式大陸大会
成人代表のみが参加し、世界・大陸タイトルが授与されない大会。
- マイナー総合競技大会：地域組織の主催する総合競技大会。中央アメリカ・カリブ海競技大会、パシフィックミニゲームズなど。
- 公式大陸大会：大陸連盟やその下部組織による、特定の地域内での大会。南アメリカ野球選手権など。

| 基本最大ポイント | 最小ポイント          |
| ---------------- | --------------------- |
| 最大200          | 合計最大ポイントの10% |

チームクオリティボーナスポイントは、以下の通り。
| 参加チーム     | 加算ポイント    |
| -------------- | --------------- |
| 12位以上       | 1チームごとに50 |
| 24位以上       | 1チームごとに25 |
| 36位以上       | 1チームごとに10 |
| その他のチーム | 1チームごとに5  |

また、次の大会は以下のようにポイントを定める。
| 大会                 | ポイント | ポイント |
| 大会                 | 最大     | 最小     |
| -------------------- | -------- | -------- |
| FISUユニバーシアード | 40       | 4        |

#### 地域大会・ワールドカップ以外の予選
国内連盟や民間団体などが主催する、成人代表による大会。ハーレムベースボールウィーク、中央アメリカ・カリブ海競技大会予選など。
| 基本最大ポイント | 最小ポイント          |
| ---------------- | --------------------- |
| 最大100          | 合計最大ポイントの10% |

チームクオリティボーナスポイントは、以下の通り。
| 参加チーム     | 加算ポイント    |
| -------------- | --------------- |
| 12位以上       | 1チームごとに50 |
| 24位以上       | 1チームごとに25 |
| 36位以上       | 1チームごとに10 |
| その他のチーム | 1チームごとに5  |

#### 世代別ワールドカップ予選・プレミア12予選
| 大会                    | ポイント | ポイント |
| 大会                    | 最大     | 最小     |
| ----------------------- | -------- | -------- |
| プレミア12              | 150      | 15       |
| WBSC U-23ワールドカップ | 120      | 12       |
| WBSC U-18ワールドカップ | 100      | 10       |
| WBSC U-15ワールドカップ | 80       | 8        |
| WBSC U-12ワールドカップ | 60       | 6        |

#### 親善試合など
大会外で行われる成人代表同士の試合のほか、参加チームに成人代表以外の代表チームが含まれる大会における、成人代表同士の試合を対象とする。
| 対戦相手                 | ポイント | ポイント |
| 対戦相手                 | 基本     | ボーナス |
| ------------------------ | -------- | -------- |
| 12位以内の相手に勝利     | 6        |          |
| 24位以内の相手に勝利     | 4        |          |
| 25位以下の相手に勝利     | 2        |          |
| 10位以上高い相手に勝利   |          | 4        |
| 5位から9位高い相手に勝利 |          | 2        |

### ポイント差の計算
大会の最終順位により各チームが獲得するポイント差は、以下のように求められる。
{\displaystyle {\text{Points Difference}}={\frac {({\text{Maximum Points}})-({\text{Minimum Points}})}{({\text{Number of Teams in Tournament}})-1}}}
例えばプレミア12の場合、最大ポイントが1200、最小ポイントが120であるから、{\displaystyle {\frac {1200-120}{12-1}}\simeq 98.18}がポイント差となる。
これにより、各順位の獲得ポイントは、
| 順位 | 獲得ポイント |
| ---- | ------------ |
| 1位  | 1200 + 180   |
| 2位  | 1102         |
| 3位  | 1004         |

のようになる。なお、ポイントの小数点以下は四捨五入し整数とする。

### その他
2012年はサンダーシリーズ（台湾vsキューバ）並びに、日本とキューバとの強化試合が、IBAF実行委員により1勝ごとに25ポイントを付与された。